# Lianhu
För andra betydelser, se Lianhu (olika betydelser).
Lianhu är ett stadsdistrikt i Xi'an i Shaanxi-provinsen i norra Kina.